# Casato delle Ardenne
La Casa delle Ardenne (o Vigericidi) è la dinastia comitale post-carolingia che discende dal conte palatino di Lotaringia, Wigéric (ca. 886 - † prima del 921/2).

Alta e Bassa Lorena nel X secolo

## Origini
Il conte Vigerico di Bidgau, di cui non si conoscono gli ascendenti, sposò una carolingia: Conegonda, figlia di Ermetrude, a sua volta, secondo la Genealogiae Comitum Flandriae, figlia del re dei Franchi Occidentali, Luigi II il Balbo, che tra gli altri ebbero i seguenti figli:
- Federico I di Lotaringia, († 978), conte di Bar e duca dell'Alta Lorena (Lotaringia), da cui discese la casa di Ardennes-Bar;
- Adalberone († 962), secondo le Mémoires de l'Académie nationale de Metz, Volume 40, fu vescovo di Metz[3];
- Gozlin († 942), conte di Bidgau e Methingau, che fu padre di Goffredo, come ci viene confermato dal documento n° 212 del Mittelrheinisches Urkundenbuch[4], capostipite della dinastia Ardenne-Verdun;
- Sigfrido di Lussemburgo († 998), il primo conte di Lussemburgo da cui discese la casa di Ardenne-Lussemburgo.

## Dinastia Ardenne-Verdun
La dinastia Ardenne-Verdun, dominò la Lotaringia nel corso dell'XI secolo.
Il fondatore della dinastia era Goffredo I, conosciuto anche come "il Prigioniero" (in francese le Captif), che era figlio del conte Gozlin e di Uda, figlia di Gerardo, conte di Metz, discendente da Adalardo il Siniscalco e di Oda di Sassonia, figlia del duca di Sassonia della dinastia Liudolfingia Ottone l'Illustre e di Edvige di Babenberg.

## Genealogia della dinastia Ardennes-Verdun
|                                    |                                    |                                    |                                    | Gozlin                             | Gozlin                             | Gozlin             | Gozlin             | Gozlin                 | Gozlin                 |                         |                         | Uda di Metz             | Uda di Metz             | Uda di Metz               | Uda di Metz               | Uda di Metz               | Uda di Metz               |                           |                           |                              |                              |                              |                              |                                 |                                 |                                 |                                 |                                 |                                 |                         |                         |                                                   |                                                   |                                                   |                                                   |                                                   |                                                   |                                |                                |                                              |                                              |                                              |                                              |                                              |                                              |  |  |           |           |           |           |                            |                            |                            |                            |                            |                            |                           |                           |                           |                           |  |  |  |  |  |  |  |  |  |  |  |  |  |  |  |  |  |  |  |  |
|                                    |                                    |                                    |                                    | Gozlin                             | Gozlin                             | Gozlin             | Gozlin             | Gozlin                 | Gozlin                 |                         |                         | Uda di Metz             | Uda di Metz             | Uda di Metz               | Uda di Metz               | Uda di Metz               | Uda di Metz               |                           |                           |                              |                              |                              |                              |                                 |                                 |                                 |                                 |                                 |                                 |                         |                         |                                                   |                                                   |                                                   |                                                   |                                                   |                                                   |                                |                                |                                              |                                              |                                              |                                              |                                              |                                              |  |  |           |           |           |           |                            |                            |                            |                            |                            |                            |                           |                           |                           |                           |  |  |  |  |  |  |  |  |  |  |  |  |  |  |  |  |  |  |  |  |
|                                    |                                    |                                    |                                    |                                    |                                    |                    |                    |                        |                        |                         |                         |                         |                         |                           |                           |                           |                           |                           |                           |                              |                              |                              |                              |                                 |                                 |                                 |                                 |                                 |                                 |                         |                         |                                                   |                                                   |                                                   |                                                   |                                                   |                                                   |                                |                                |                                              |                                              |                                              |                                              |                                              |                                              |  |  |           |           |           |           |                            |                            |                            |                            |                            |                            |                           |                           |                           |                           |  |  |  |  |  |  |  |  |  |  |  |  |  |  |  |  |  |  |  |  |
|                                    |                                    |                                    |                                    |                                    |                                    |                    |                    |                        |                        |                         |                         |                         |                         |                           |                           |                           |                           |                           |                           |                              |                              |                              |                              |                                 |                                 |                                 |                                 |                                 |                                 |                         |                         |                                                   |                                                   |                                                   |                                                   |                                                   |                                                   |                                |                                |                                              |                                              |                                              |                                              |                                              |                                              |  |  |           |           |           |           |                            |                            |                            |                            |                            |                            |                           |                           |                           |                           |  |  |  |  |  |  |  |  |  |  |  |  |  |  |  |  |  |  |  |  |
| Adalberone arcivescovo di Reims    | Adalberone arcivescovo di Reims    | Adalberone arcivescovo di Reims    | Adalberone arcivescovo di Reims    | Adalberone arcivescovo di Reims    | Adalberone arcivescovo di Reims    |                    |                    |                        |                        |                         |                         |                         |                         | Goffredo I il Prigioniero | Goffredo I il Prigioniero | Goffredo I il Prigioniero | Goffredo I il Prigioniero | Goffredo I il Prigioniero | Goffredo I il Prigioniero |                              |                              | Matilde di Sassonia          | Matilde di Sassonia          | Matilde di Sassonia             | Matilde di Sassonia             | Matilde di Sassonia             | Matilde di Sassonia             |                                 |                                 |                         |                         |                                                   |                                                   |                                                   |                                                   |                                                   |                                                   |                                |                                |                                              |                                              |                                              |                                              |                                              |                                              |  |  |           |           |           |           |                            |                            |                            |                            |                            |                            |                           |                           |                           |                           |  |  |  |  |  |  |  |  |  |  |  |  |  |  |  |  |  |  |  |  |
| Adalberone arcivescovo di Reims    | Adalberone arcivescovo di Reims    | Adalberone arcivescovo di Reims    | Adalberone arcivescovo di Reims    | Adalberone arcivescovo di Reims    | Adalberone arcivescovo di Reims    |                    |                    |                        |                        |                         |                         |                         |                         | Goffredo I il Prigioniero | Goffredo I il Prigioniero | Goffredo I il Prigioniero | Goffredo I il Prigioniero | Goffredo I il Prigioniero | Goffredo I il Prigioniero |                              |                              | Matilde di Sassonia          | Matilde di Sassonia          | Matilde di Sassonia             | Matilde di Sassonia             | Matilde di Sassonia             | Matilde di Sassonia             |                                 |                                 |                         |                         |                                                   |                                                   |                                                   |                                                   |                                                   |                                                   |                                |                                |                                              |                                              |                                              |                                              |                                              |                                              |  |  |           |           |           |           |                            |                            |                            |                            |                            |                            |                           |                           |                           |                           |  |  |  |  |  |  |  |  |  |  |  |  |  |  |  |  |  |  |  |  |
|                                    |                                    |                                    |                                    |                                    |                                    |                    |                    |                        |                        |                         |                         |                         |                         |                           |                           |                           |                           |                           |                           |                              |                              |                              |                              |                                 |                                 |                                 |                                 |                                 |                                 |                         |                         |                                                   |                                                   |                                                   |                                                   |                                                   |                                                   |                                |                                |                                              |                                              |                                              |                                              |                                              |                                              |  |  |           |           |           |           |                            |                            |                            |                            |                            |                            |                           |                           |                           |                           |  |  |  |  |  |  |  |  |  |  |  |  |  |  |  |  |  |  |  |  |
|                                    |                                    |                                    |                                    |                                    |                                    |                    |                    |                        |                        |                         |                         |                         |                         |                           |                           |                           |                           |                           |                           |                              |                              |                              |                              |                                 |                                 |                                 |                                 |                                 |                                 |                         |                         |                                                   |                                                   |                                                   |                                                   |                                                   |                                                   |                                |                                |                                              |                                              |                                              |                                              |                                              |                                              |  |  |           |           |           |           |                            |                            |                            |                            |                            |                            |                           |                           |                           |                           |  |  |  |  |  |  |  |  |  |  |  |  |  |  |  |  |  |  |  |  |
| Federico conte di Verdun           | Federico conte di Verdun           | Federico conte di Verdun           | Federico conte di Verdun           | Federico conte di Verdun           | Federico conte di Verdun           |                    |                    |                        |                        | Ermanno conte di Eename | Ermanno conte di Eename | Ermanno conte di Eename | Ermanno conte di Eename | Ermanno conte di Eename   | Ermanno conte di Eename   |                           |                           |                           |                           | Adalberone vescovo di Verdun | Adalberone vescovo di Verdun | Adalberone vescovo di Verdun | Adalberone vescovo di Verdun | Adalberone vescovo di Verdun    | Adalberone vescovo di Verdun    |                                 |                                 |                                 |                                 | Goffredo il Senza Figli | Goffredo il Senza Figli | Goffredo il Senza Figli                           | Goffredo il Senza Figli                           | Goffredo il Senza Figli                           | Goffredo il Senza Figli                           |                                                   |                                                   |                                |                                | Gozzelone o Gothelo I                        | Gozzelone o Gothelo I                        | Gozzelone o Gothelo I                        | Gozzelone o Gothelo I                        | Gozzelone o Gothelo I                        | Gozzelone o Gothelo I                        |  |  |           |           |           |           |                            |                            |                            |                            |                            |                            |                           |                           |                           |                           |  |  |  |  |  |  |  |  |  |  |  |  |  |  |  |  |  |  |  |  |
| Federico conte di Verdun           | Federico conte di Verdun           | Federico conte di Verdun           | Federico conte di Verdun           | Federico conte di Verdun           | Federico conte di Verdun           |                    |                    |                        |                        | Ermanno conte di Eename | Ermanno conte di Eename | Ermanno conte di Eename | Ermanno conte di Eename | Ermanno conte di Eename   | Ermanno conte di Eename   |                           |                           |                           |                           | Adalberone vescovo di Verdun | Adalberone vescovo di Verdun | Adalberone vescovo di Verdun | Adalberone vescovo di Verdun | Adalberone vescovo di Verdun    | Adalberone vescovo di Verdun    |                                 |                                 |                                 |                                 | Goffredo il Senza Figli | Goffredo il Senza Figli | Goffredo il Senza Figli                           | Goffredo il Senza Figli                           | Goffredo il Senza Figli                           | Goffredo il Senza Figli                           |                                                   |                                                   |                                |                                | Gozzelone o Gothelo I                        | Gozzelone o Gothelo I                        | Gozzelone o Gothelo I                        | Gozzelone o Gothelo I                        | Gozzelone o Gothelo I                        | Gozzelone o Gothelo I                        |  |  |           |           |           |           |                            |                            |                            |                            |                            |                            |                           |                           |                           |                           |  |  |  |  |  |  |  |  |  |  |  |  |  |  |  |  |  |  |  |  |
|                                    |                                    |                                    |                                    |                                    |                                    |                    |                    |                        |                        |                         |                         |                         |                         |                           |                           |                           |                           |                           |                           |                              |                              |                              |                              |                                 |                                 |                                 |                                 |                                 |                                 |                         |                         |                                                   |                                                   |                                                   |                                                   |                                                   |                                                   |                                |                                |                                              |                                              |                                              |                                              |                                              |                                              |  |  |           |           |           |           |                            |                            |                            |                            |                            |                            |                           |                           |                           |                           |  |  |  |  |  |  |  |  |  |  |  |  |  |  |  |  |  |  |  |  |
| Bonifacio III margravio di Toscana | Bonifacio III margravio di Toscana | Bonifacio III margravio di Toscana | Bonifacio III margravio di Toscana | Bonifacio III margravio di Toscana | Bonifacio III margravio di Toscana |                    |                    | Beatrice di Lotaringia | Beatrice di Lotaringia | Beatrice di Lotaringia  | Beatrice di Lotaringia  | Beatrice di Lotaringia  | Beatrice di Lotaringia  |                           |                           | Goffredo il Barbuto       | Goffredo il Barbuto       | Goffredo il Barbuto       | Goffredo il Barbuto       | Goffredo il Barbuto          | Goffredo il Barbuto          |                              |                              | Doda                            | Doda                            | Doda                            | Doda                            | Doda                            | Doda                            |                         |                         | Gozzelone o Gothelo II                            | Gozzelone o Gothelo II                            | Gozzelone o Gothelo II                            | Gozzelone o Gothelo II                            | Gozzelone o Gothelo II                            | Gozzelone o Gothelo II                            |                                |                                | Federico Gozzelone papa                      | Federico Gozzelone papa                      | Federico Gozzelone papa                      | Federico Gozzelone papa                      | Federico Gozzelone papa                      | Federico Gozzelone papa                      |  |  | Regelinda | Regelinda | Regelinda | Regelinda | Regelinda                  | Regelinda                  |                            |                            | Alberto II conte di Namur  | Alberto II conte di Namur  | Alberto II conte di Namur | Alberto II conte di Namur | Alberto II conte di Namur | Alberto II conte di Namur |  |  |  |  |  |  |  |  |  |  |  |  |  |  |  |  |  |  |  |  |
| Bonifacio III margravio di Toscana | Bonifacio III margravio di Toscana | Bonifacio III margravio di Toscana | Bonifacio III margravio di Toscana | Bonifacio III margravio di Toscana | Bonifacio III margravio di Toscana |                    |                    | Beatrice di Lotaringia | Beatrice di Lotaringia | Beatrice di Lotaringia  | Beatrice di Lotaringia  | Beatrice di Lotaringia  | Beatrice di Lotaringia  |                           |                           | Goffredo il Barbuto       | Goffredo il Barbuto       | Goffredo il Barbuto       | Goffredo il Barbuto       | Goffredo il Barbuto          | Goffredo il Barbuto          |                              |                              | Doda                            | Doda                            | Doda                            | Doda                            | Doda                            | Doda                            |                         |                         | Gozzelone o Gothelo II                            | Gozzelone o Gothelo II                            | Gozzelone o Gothelo II                            | Gozzelone o Gothelo II                            | Gozzelone o Gothelo II                            | Gozzelone o Gothelo II                            |                                |                                | Federico Gozzelone papa                      | Federico Gozzelone papa                      | Federico Gozzelone papa                      | Federico Gozzelone papa                      | Federico Gozzelone papa                      | Federico Gozzelone papa                      |  |  | Regelinda | Regelinda | Regelinda | Regelinda | Regelinda                  | Regelinda                  |                            |                            | Alberto II conte di Namur  | Alberto II conte di Namur  | Alberto II conte di Namur | Alberto II conte di Namur | Alberto II conte di Namur | Alberto II conte di Namur |  |  |  |  |  |  |  |  |  |  |  |  |  |  |  |  |  |  |  |  |
|                                    |                                    |                                    |                                    |                                    |                                    |                    |                    |                        |                        |                         |                         |                         |                         |                           |                           |                           |                           |                           |                           |                              |                              |                              |                              |                                 |                                 |                                 |                                 |                                 |                                 |                         |                         |                                                   |                                                   |                                                   |                                                   |                                                   |                                                   |                                |                                |                                              |                                              |                                              |                                              |                                              |                                              |  |  |           |           |           |           |                            |                            |                            |                            |                            |                            |                           |                           |                           |                           |  |  |  |  |  |  |  |  |  |  |  |  |  |  |  |  |  |  |  |  |
|                                    |                                    |                                    |                                    |                                    |                                    |                    |                    |                        |                        |                         |                         |                         |                         |                           |                           |                           |                           |                           |                           |                              |                              |                              |                              |                                 |                                 |                                 |                                 |                                 |                                 |                         |                         |                                                   |                                                   |                                                   |                                                   |                                                   |                                                   |                                |                                |                                              |                                              |                                              |                                              |                                              |                                              |  |  |           |           |           |           |                            |                            |                            |                            |                            |                            |                           |                           |                           |                           |  |  |  |  |  |  |  |  |  |  |  |  |  |  |  |  |  |  |  |  |
|                                    |                                    |                                    |                                    | Matilde di Canossa                 | Matilde di Canossa                 | Matilde di Canossa | Matilde di Canossa | Matilde di Canossa     | Matilde di Canossa     |                         |                         | Goffredo il Gobbo       | Goffredo il Gobbo       | Goffredo il Gobbo         | Goffredo il Gobbo         | Goffredo il Gobbo         | Goffredo il Gobbo         |                           |                           |                              |                              |                              |                              |                                 |                                 |                                 |                                 | Ida                             | Ida                             | Ida                     | Ida                     | Ida                                               | Ida                                               |                                                   |                                                   | Eustachio II conte di Boulugne                    | Eustachio II conte di Boulugne                    | Eustachio II conte di Boulugne | Eustachio II conte di Boulugne | Eustachio II conte di Boulugne               | Eustachio II conte di Boulugne               |                                              |                                              |                                              |                                              |  |  |           |           |           |           | Alberto III conte di Namur | Alberto III conte di Namur | Alberto III conte di Namur | Alberto III conte di Namur | Alberto III conte di Namur | Alberto III conte di Namur |                           |                           |                           |                           |  |  |  |  |  |  |  |  |  |  |  |  |  |  |  |  |  |  |  |  |
|                                    |                                    |                                    |                                    | Matilde di Canossa                 | Matilde di Canossa                 | Matilde di Canossa | Matilde di Canossa | Matilde di Canossa     | Matilde di Canossa     |                         |                         | Goffredo il Gobbo       | Goffredo il Gobbo       | Goffredo il Gobbo         | Goffredo il Gobbo         | Goffredo il Gobbo         | Goffredo il Gobbo         |                           |                           |                              |                              |                              |                              |                                 |                                 |                                 |                                 | Ida                             | Ida                             | Ida                     | Ida                     | Ida                                               | Ida                                               |                                                   |                                                   | Eustachio II conte di Boulugne                    | Eustachio II conte di Boulugne                    | Eustachio II conte di Boulugne | Eustachio II conte di Boulugne | Eustachio II conte di Boulugne               | Eustachio II conte di Boulugne               |                                              |                                              |                                              |                                              |  |  |           |           |           |           | Alberto III conte di Namur | Alberto III conte di Namur | Alberto III conte di Namur | Alberto III conte di Namur | Alberto III conte di Namur | Alberto III conte di Namur |                           |                           |                           |                           |  |  |  |  |  |  |  |  |  |  |  |  |  |  |  |  |  |  |  |  |
|                                    |                                    |                                    |                                    |                                    |                                    |                    |                    |                        |                        |                         |                         |                         |                         |                           |                           |                           |                           |                           |                           |                              |                              |                              |                              |                                 |                                 |                                 |                                 |                                 |                                 |                         |                         |                                                   |                                                   |                                                   |                                                   |                                                   |                                                   |                                |                                |                                              |                                              |                                              |                                              |                                              |                                              |  |  |           |           |           |           |                            |                            |                            |                            |                            |                            |                           |                           |                           |                           |  |  |  |  |  |  |  |  |  |  |  |  |  |  |  |  |  |  |  |  |
|                                    |                                    |                                    |                                    |                                    |                                    |                    |                    |                        |                        |                         |                         |                         |                         |                           |                           |                           |                           |                           |                           |                              |                              |                              |                              |                                 |                                 |                                 |                                 |                                 |                                 |                         |                         |                                                   |                                                   |                                                   |                                                   |                                                   |                                                   |                                |                                |                                              |                                              |                                              |                                              |                                              |                                              |  |  |           |           |           |           |                            |                            |                            |                            |                            |                            |                           |                           |                           |                           |  |  |  |  |  |  |  |  |  |  |  |  |  |  |  |  |  |  |  |  |
|                                    |                                    |                                    |                                    |                                    |                                    |                    |                    |                        |                        |                         |                         |                         |                         |                           |                           |                           |                           |                           |                           |                              |                              |                              |                              | Eustachio III conte di Boulugne | Eustachio III conte di Boulugne | Eustachio III conte di Boulugne | Eustachio III conte di Boulugne | Eustachio III conte di Boulugne | Eustachio III conte di Boulugne |                         |                         | Goffredo di Buglione difensore del Santo Sepolcro | Goffredo di Buglione difensore del Santo Sepolcro | Goffredo di Buglione difensore del Santo Sepolcro | Goffredo di Buglione difensore del Santo Sepolcro | Goffredo di Buglione difensore del Santo Sepolcro | Goffredo di Buglione difensore del Santo Sepolcro |                                |                                | Baldovino I di Gerusalemme re di Gerusalemme | Baldovino I di Gerusalemme re di Gerusalemme | Baldovino I di Gerusalemme re di Gerusalemme | Baldovino I di Gerusalemme re di Gerusalemme | Baldovino I di Gerusalemme re di Gerusalemme | Baldovino I di Gerusalemme re di Gerusalemme |  |  |           |           |           |           |                            |                            |                            |                            |                            |                            |                           |                           |                           |                           |  |  |  |  |  |  |  |  |  |  |  |  |  |  |  |  |  |  |  |  |

## Possedimenti e titoli della dinastia Ardennes-Verdun
La Contea di Verdun fu data a Goffredo I dal re di Germania ed imperatore, Ottone I di Sassonia verso il 960 (secondo un documento del Cartulaire de l'abbaye Saint-Vanne de Verdun, in quell'anno, Goffredo viene citato come conte di Verdun), ed il titolo è stato tenuto da vari membri della dinastia nel corso dei quattro generazioni.
Il ducato della Bassa Lorena (Lotaringia) fu ottenuto dal figlio di Goffredo I, Goffredo II, detto il senza figli, in seguito alla morte del duca Ottone senza eredi nel 1012, dall'imperatore del Sacro Romano Impero (a quel tempo solo re di Germania), Enrico II il Santo come confermano le Gesta Episcoporum Cameracensium liber III. A Goffredo succedette nel 1023 il suo fratello Gothelo o Gozzelone I, che, nel 1033 acquisì anche il ducato dell'Alta Lorena (Lotaringia). Entrambi i ducati furono perduti dalla dinastia nel 1046, a causa delle ribellioni di Goffredo il Barbuto, figlio di Gothelo o Gozzelone I. Goffredo il Barbuto riuscì a riottenere il ducato della Bassa Lorena nel 1065, a cui succedette il figlio, Goffredo il Gobbo. Alla sua morte, nel 1076, avrebbe dovuto succedergli il nipote, Goffredo di Buglione, figlio della sorella, Ida di Boulogne, che riuscì ad entrare in possesso del ducato, 1087 e che fu l'ultimo della dinastia ad avere titolo sul Ducato, sino alla sua morte, nel 1100, come re di Gerusalemme.
Il Castello di Bouillon era in possesso di Goffredo II, a partire dal 988, come dimostra una lettera del fratello, Adalberone, vescovo di Verdun. Si ritiene che questo castello, e la signoria collegata, sia stato uno dei punti centrali del potere della dinastia, e rimase in loro possesso fino a quando, nel 1096, fu venduto da Goffredo di Buglione per coprire spese per la Prima Crociata, come sostiene lo storico britannico, Steven Runciman, noto medievalista e bizantinista, nel suo A History of the Crusades: Volume 1, The First Crusade and the Foundation of the Kingdom of Jerusalem (non consultato) e come conferma anche William B. Stevenson.

### Fonti primarie
- (LA)  Monumenta Germaniae Historica, Scriptores, tomus VII.
- (LA)  Monumenta Germaniae Historica, Scriptores, tomus IX.
- (LA)  Monumenta Germaniae Historica, Diplomata regum et imperatorumi Germaniae, tomus I, Conradi I. Heinrici I. et Ottonis I. diplomata.
- (LA)  Mittelrheinisches Urkundenbuch, I.

### Letteratura storiografica
- William B. Stevenson, "La prima crociata", cap. XX, vol. IV (La riforma della chiesa e la lotta fra papi e imperatori) della Storia del Mondo Medievale, 1999, pp. 718–756.
- (FR) Mémoires de l'Académie nationale de Metz, Volume 40, su books.google.fr.